# Skýcov
Skýcov je obec na Slovensku ležící v okrese Zlaté Moravce v Nitranském kraji.

## Přírodní podmínky
Obec leží v erozní sníženině v severovýchodní části Tribečských vrchů v pramenné oblasti přítoků Žitavy a Nitry. Katastr obce leží v nadmořské výšce 400 až 700 metrů. Z hornin převažuje žula a krystalické břidlice, vyskytují se i druhohorní vápence a křemence. Většina území obce je zalesněna, lesy jsou převážně bukové a dubové.

## Historie
Existence obce je písemně doložena od r. 1359 jako Zquiteu, později se objevuje pod názvy Skycheu (1388), Skiczow (1773), Skycow (1808) a Skýcov (1920). Obec patřila k panství hradu Hrušov, od 17. století k panství Topoľčianky. V roce 1504 byla zcela zničená, o sto let později měla mlýn a 33 domů. Až do poloviny dvacátého století bylo vedle zemědělství významným zdrojem příjmů obyvatel pálení vápna. Surovinou byl vápenec, který se těžil na místním Vápenném vrchu. Během druhé světové války se část obyvatel zapojila do protifašistického hnutí. V rámci Slovenského národního povstání zde vznikla samostatná partyzánská jednotka pod vedením Rudolfa Matejova. Obec byla při ústupu německých vojsk 16. března 1945 vypálena, shořelo 240 domů. Osvobozena byla sovětskou armádou 30. března 1945 a po válce znovu vystavěna.

## Pamětihodnosti
- kaštel – zbytky renesanční stavby z 2. pol. 17. století, postavené na gotických základech, v roce 1883 neorománsky dostavěný. Za druhé světové války byl těžce poškozený. V současné době probíhá jeho rekonstrukce
- kostel Nanebevzetí Panny Marie – římskokatolický klasicistní z roku 1777
- památník SNP od Ľ. Gogy a A. Slatinského
- zřícenina hradu Hrušova 2,8 km od obce